# Mimosiphonops vermiculatus
Mimosiphonops vermiculatus es una especie de anfibio gimnofión de la familia Caeciliidae.
Es endémica del territorio del municipio de Teresópolis, del estado de Río de Janeiro (Brasil). Se halla a una altitud de unos 800 m s. n. m.